# Петър Панайотов (учен)
Вижте пояснителната страница за други личности с името Петър Панайотов.
Петър Тодоров Панайотов  е български учен, изобретател, преподавател и специалист в областта на млякото и млечните продукти. Избран е за доцент през 2009 г. и на 08.07.2021 г. за професор.

## Биография
Петър Панайотов е роден на 16 май 1957 г. в Попово. Средното си образование завършва в Профилирана гимназия „Хр. Ботев“ Попово. Дипломира се като инженер-технолог във ВИХВП, Пловдив, специалност „Технология на животинските продукти, консервирането и общественото хранене – Технология на млякото и млечните продукти“. Работи в СП за Млекопреработване-Пловдив като технолог, а от 1989 г. като преподавател във ВИХВП (УХТ). Защитава успешно дисертация в УХТ (2008 г.) за присъждане на образователна и научна степен „доктор“ по научна специалност 2.11.04 – Технология на млякото и млечните продукти – „Мембранна технология за производство на свежо сирене от краве мляко“. Занимава се с научна, преподавателска, консултантска и проектантска дейност. Доцент от 2009 г. и професор от 2021 г.
- Преподавател по редица дисциплини в Университета по хранителни технологии (от 1989 г.), някой от които – „Технология сиренето“, „Технологично обзавеждане в млечната промишленост“, „Сензорен анализ на продуктите от животински произход“, „Контрол и архивиране на технологични процеси в млечната промишленост“, „Иновации в технологиите и техниката в млечната промишленост“, „Технологичен проект в млечната промишленост“ и др. за Образователните и квалификационни степени ОКС) „бакалавър“ и „магистър“.
- Преподавател в Тракийски университет – факултет „Техника и технологии“ – Ямбол (2012 ÷ 2015 г.) по дисциплината „Технологично обзавеждане в млечната и месната промишленост“.
- Като преподавател е извел над 14000 академични часа аудиторна заетост.
- Автор и съавтор на над 100 научни публикации в сферата на млякото и млечните продукти, по-голямата част от които са включени в „Библиография на българската литература в областта на млякото и традиционните български млечни продукти“[2].
- Автор и съавтор на 10 защитени патенти и авторски свидетелства.
- Научен ръководител на трима успешно защитили докторанти.
- Във времето, за което е преподавател е ръководител на над 150 и консултант на над 160 дипломанта към катедра „Технология на млякото и млечните продукти“ в УХТ.
- Съавтор на 18 учебници и пособия като „Технология на видовете сирене“[3], „Развитие на технологиите в млечната промишленост“[4], „Tехнологично обзавеждане за първична обработка на млякото“[5], „Tехнологично обзавеждане за производствона млечни и месни продукти“[6], „Мляко – производство на млечни продукти“[7], „Контрол и архивиране на технологични процеси в млечната промишленост“[8] и др.
- Съавтор на книгата „Млекопреработването в България. Минало и настояще][9].
- Проектира по част „Технологична“ редица нови, реконструирани и модернизирани предприятия, някои от които са: млекопреработвателни предприятия в с. Долнослав – „Бонитрекс“, гр. Враца – „Мегия“ и „Млечен рай“, с. Чирен – „Нивего“, гр. Ямбол – „Сакарела“, гр. Сливен – „Хемус милк – комерс“, гр. Битоля – „Идеал Шипка“, с. Мечкарево – „Екоасорти“, гр. Пловдив – ОМК, гр. Пзарджик – Мл. промишленост и др.
- Участва при разработването на редица автоматизирани системи и софтуер като: Автоматизирана система за контрол на сирищната коагулация, Системи за контрол и архивиране на технологични процеси, Автоматизирана система за измерване на динамичен вискозитет и др.
- Конструира самостоятелно или в колектив устройства, машини и съоръжения като напр. Многофункционална установка за производство на емулсионни продукти, Ултрафилтрационна промишлена инсталация, Линия за смилане на соев шрот и др. продукти, MF пилотна инсталация, Система за темпериране на мазнини и др.
- Ръководи пет и участва в колектива на над десет научни проекта.
- Разработва над тридесет иновационни продукта – изследвания, разработени нови и модифицирани продукти.
- Член е на Съюза на учените в България, на НТС, член от основаването ѝ на Камарата на инженерите в инвестиционното проектиране към секция „Технологии“.
- Експерт по оценка на съответствието на произвежданите сирене и кашкавал с изискванията на националните стандарти.[10]